# Зайцев+1
«За́йцев+1» — российский комедийный телесериал о жизни студента-«ботаника», страдающего раздвоением личности. Телесериал транслировался на телеканале «ТНТ» с 2011 по 2014 год.

## Сюжет

### 1 сезон
Саша Зайцев — обычный студент, подрабатывающий в салоне сотовой связи «Сотонист». Он слаб, не уверен в себе, мнителен, робок, нерешителен и не имеет успеха у девушек. При этом он влюблен в Настю — первую красавицу института. Но у Саши есть особенность: с шести лет он страдает раздвоением личности — стоит ударить его по голове (что чаще всего происходит в сюжете), ослепить ярким светом или оглушить громким звуком, как он превращается в Фёдора. Фёдор — полная противоположность Саши: у него нет никаких комплексов и моральных ограничений, он всегда делает, что хочет, например может запросто угнать чужую машину или потрогать понравившуюся девушку за грудь. Его слабость — пышные девушки. При этом окружающие не видят «трансформации» и все поступки «Фёдора» воспринимают как Сашины.
В первом сезоне отношение Насти к Саше улучшается очень медленно. Альтер эго главного героя — Фёдор — более успешен, и встречается с Нурминской, что создает дополнительные проблемы отношениям Саши и Насти. В финале сезона Фёдор помогает Саше, в результате Настя бросает своего любовника Илью из-за измены и уходит к Зайцеву.

### 2 сезон
Во втором сезоне сюжет почти не связан с идеей о раздвоении личности. Отец Насти хочет, чтобы с ней был состоятельный мужчина, и ставит перед Зайцевым цель заработать миллион рублей, с условием, что до того Зайцев расстанется с Настей. Через некоторое время Настя узнает о сделке от Фёдора и уходит из дома к Саше, поссорившись с отцом. Отец предлагает Зайцеву новую сделку — навсегда уйти из жизни Насти за крупную сумму денег, чем пользуется Фёдор. Он улетает в Лас-Вегас с Нурминской, и выигрывает миллион рублей в казино. В Москве уже Саша отдаёт все деньги отцу Насти, и выполняет условия первоначальной сделки.
В День Святого Валентина Саша портит Фёдору свидание с Нурминской, за что Фёдор выгоняет Настю из квартиры, а следующим утром Саша узнаёт, что Настя изменила ему с Ильёй. Зайцев бежит к Илье, где уже в личности Фёдора застаёт Илью с Нурминской. Узнав, что она хотела отомстить Фёдору, тот впервые выражает свои чувства к ней. Входит Настя и видит целующихся Федора и Нурминскую. Федор и Саша окончательно разрывают «добрососедские» отношения, и каждый из них обращается к психологу для уничтожения своего альтер эго. Психолог с помощью малоизученного прибора «Репликатор Альтшуллера» обещает каждому избавиться от одной из личностей в теле.

### 3 сезон
В третьем сезоне приезжает отец Зайцева, который также страдает раздвоением личности. Но вскоре оказывается, что у его альтер эго, Жоры, есть вторая жена, с которой он жил в степи 15 лет. Но вместо того, чтобы поехать обратно в тайгу, Жора угоняет байк с намерением уехать в Таиланд, где, по его словам, развит секс-туризм. В одной из серий сезона зритель узнает, почему Фёдор любит полных. Оказывается, полная учительница спасла ему жизнь, когда тот падал с третьего этажа. В финальной серии семья Зайцевых вместе с друзьями и знакомыми отмечает Новый год, и выясняется, что Жора скрылся от монголов, начав работать водителем и переодевшись в Деда Мороза.

## Персонажи
- Саша Зайцев — главный герой сериала: застенчивый и неуверенный в себе студент, отличник, староста группы экономического факультета; непопулярен. Работает продавцом-консультантом в салоне сотовой связи «Сотонист». Влюблён в Настю — первую красавицу института. Страдает раздвоением личности. В заключительной серии делает неудачное предложение руки и сердца Насте на колесе обозрения, но позже та соглашается. В заключительных титрах показывают беременную Настю, у которой, скорее всего, будет ребенок с раздвоением личности. На протяжении всего сериала так и остался с раздвоением личности, несмотря на многочисленные попытки избавиться от Фёдора.
  - Фёдор — альтер эго Саши, очень раскован, груб и циничен. Главное жизненное кредо: «Что хочу, то и ворочу». Благодаря доступности, идеал Фёдора — Нурминская. Любит полных женщин. Презирает вкус Саши и не любит стройных женщин. О его существовании знают только Коля и Жора.
- Настя Ляпина — однокурсница Саши, в которую он влюблён. Красивая, гламурная девушка, не слишком умная, имеет богатых родителей. Некоторое время встречалась с Ильёй и дружила с Сауткиной. В заключительной серии Саша делает ей неудачное предложение руки и сердца на колесе обозрения, но позже та соглашается. В заключительных титрах показывают беременную Настю, у которой, скорее всего, будет ребенок с раздвоением личности.
- Олег — отец Саши. Застенчив и стеснителен и тоже страдает раздвоением личности, как и сын. 15 лет назад чуть ли не проиграл в казино сына и квартиру, и чтобы не подвергать семью опасности, решил уехать, и контролировать своё альтер эго. Спустя 15 лет вернулся, а затем снова уехал.
  - Жора — альтер эго Олега, отец Фёдора. Именно по его вине Олег покинул семью после того, как Жора проиграл в казино зарплату, квартиру, своего сына, а также деньги вкладчиков МММ. Так же, как и Фёдор — грубиян и любитель полных женщин.
- Коля Дёмин — лучший друг Саши, КВНщик. Постоянно придумывает несмешные шутки. Считает себя знатоком женской психологии, однако особым успехом у девушек не пользуется. Читает женские журналы и советы из них проверяет на Саше. Его идеи и инициативы часто приносят больше вреда, чем пользы.
- Настя Нурминская — полноватая блондинка, однокурсница Саши, его кошмар и любовница Фёдора. Влюблена в Сашу, чем активно пользуется Фёдор. Ценит в мужчинах брутальность и животное начало, поэтому Федор — её идеал. В первом сезоне поженились, а затем развелись. До 7 серии её имя Саша не знает, и называет только по фамилии. Её отец работает в военкомате, а мать — в паспортном столе. Позже беременеет тройней от Ильи и выходит за него замуж.
- Женя Носова — коллега Саши по работе в «Сотонисте», продавец-консультант, регулярно помогает Саше советами, подыгрывает ему в нужных ситуациях. Предпочитает зрелых состоятельных мужчин, из-за чего и ушла от предыдущего мужа. После получения среднего образования нигде не училась.
- Вадим Крекотень — начальник Саши в магазине «Сотонист», имеет садистские наклонности: постоянно занижает зарплату, штрафует за небольшие (10 минут) опоздания, заставляет главного героя мыть пол и работать в выходные, придирается по мелочам. При этом к Жене он относится более лояльно, прощает ей многие оплошности и даже ухаживает за ней. В сериале подчеркивается, что у Крекотеня проблемы с женским полом. Ранее был танцором, пока Фёдор, будучи ребёнком, не сжёг ему волосы. Мечтал о Харлее и в итоге смог его приобрести.
- Илья Дюков — однокурсник Саши, самовлюблённый «мажор». Любит спорт, автомобили, ночные клубы; его отец владеет сетью банков, поэтому проблем с деньгами у Ильи нет. Илья относится к Саше презрительно, постоянно называет его по фамилии, либо по прозвищу «Заяц», Саша в свою очередь считает Илью тупым. Медленно соображает, а сексуальные комплексы граничат с извращёнными фантазиями. Любовник Насти в 1 сезоне; в финале 1 сезона изменяет Насте с Сауткиной, после чего Настя бросает его, и он становится любовником Сауткиной. В третьем сезоне оказывается, что от него беременна тройней Настя Нурминская, и он делает ей по настоянию отца предложение руки и сердца.
- Герман и Арнольд Хомяковы — друзья Ильи, по его просьбе могут поиздеваться над Сашей. Они помогают Илье гордиться собой ещё больше, нахваливая и одобряя каждый его поступок. Иногда попадают Зайцеву по голове и будят Федора, после встречи с которым болеют и копят новую злобу. В конце 2 сезона братьев отчисляют из университета, а затем Арнольда сажают в тюрьму на 5 лет за попытку проникновения в военкомат ночью, а Герман становится инвалидом второй степени.
- Галина — мама Саши, парикмахер в салоне красоты «Элевур». Образец заботливой матери, очень сильно любит своего сына, постоянно за него беспокоится. Недолюбливает Настю.
- Оля Сауткина — бывшая подруга Насти, заядлая тусовщица. Поссорилась с Настей после того, как Илья изменил с ней Насте. Встречалась с Ильёй, а узнав, что от него беременна Нурминская, ушла от него к его отцу.
- Геннадий Андреевич Ляпин — отец Насти, «майонезный магнат». Ненавидит людей, которые ничего не добились в жизни, но дает шанс людям, в которых есть потенциал. Появлялся в нескольких сериях 1 сезона, но уже во 2 сезоне является ключевым персонажем.
- Игорь — карикатурно-фанатичный карьерист, озабоченный повышением в должности и заработком денег любой ценой, работает продавцом-консультантом в «Сотонисте» со второго сезона. В 1 сезоне появлялся в 7 серии как работник кафе «Зарница».
- Лена — новая лучшая подруга Насти со второго сезона, предмет воздыхания Коли. В первом сезоне была обычной однокурсницей Зайцева, у которой всё время пытался узнать телефон Коля.

### Эпизодические персонажи
- Ксения Владимировна — мама Насти, жена Геннадия Андреевича. Иногда изменяет мужу, к Саше относится хорошо.
- Удак Евгений Владимирович — ректор вуза, в котором учится Саша.
- Арсаланджаб — автомеханик и торговец шаурмой, друг Коли, который произносит его имя неправильно (Арсажаплан, Аржапалас и т. п.). Некачественно ремонтирует и тюнингует автомобили за непропорционально малое вознаграждение (например, за 1000 рублей).
- Зураб Уманов — судимый друг и бывший одноклассник Коли, незаконно торговал телефонами с Сашей, Колей и Игорем, пытался «развести» на деньги Настю. Был разоблачен Фёдором и посажен в тюрьму за мошенничество и неоднократное убийство.
- отец Нурминской — военком, полковник, недолюбливает Сашу. Суровый мужик.
- мама Нурминской — работница паспортного стола, полноватая женщина, любовница Фёдора.
- Адольф Виссарионович — отец Вадима Крекотеня. Носит чёлку набок и усы, что делает его похожим на Адольфа Гитлера. Появился во 2 сезоне, когда Вадим знакомил свою девушку — Нурминскую — с родителями.
- Екатерина Крекотень — мать Вадима Крекотеня. Носит кофты в линейку с рубашками в клеточку. Тиха и не имеет собственного мнения из-за давления мужа и сына. Избавилась от комплексов с помощью Фёдора.
- Егорка — «правая рука» Геннадия Андреевича.
- Альтшулер Александр Григорьевич — психолог, который помогал Саше бороться с психологическими проблемами. Сбежал после того, как Саша впал в кому из-за его прибора.
- Салават Александрович — один из руководителей компании «Сотонист», человек, у которого на первом месте только работа; в нерабочее время увлекается творчеством Богдана Титомира.
- DJ Butonoff — диджей на White Party в 16 серии.
- Шурик Шалунов — торговец, продающий наркотики или алкоголь разного качества в основном студентам. Появляется практически на каждой вечеринке.
- Надя Ляпина — младшая сестра Насти, появляющаяся в 21 серии. Внешне очень непривлекательная, мужеподобная. Саша завязал романтические отношения с Надей только для того, чтобы подкатить к Насте, но Надя восприняла их отношения всерьёз. Дважды давала отпор Илье и Хомяковым, когда они начинали задирать Сашу.
- Сева — фитнес-тренер, работающий на дому у клиентов. Клиентами являются уже взрослые женщины, которые занимаются с Севой вовсе не фитнесом.
- Белла Ратиборовна — директор салона, в котором работает мама Саши. Появляется воспоминание, как она ругает маленького Сашу за то, что он трогал её шубу. Также появляется в 15 серии первого сезона.

## В ролях
| Актёр               | Роль                                                                  |
| ------------------- | --------------------------------------------------------------------- |
| Филипп Котов        | Саша Зайцев                                                           |
| Михаил Галустян     | Фёдор, альтер эго Саши                                                |
| Иван Громов         | Коля Дёмин, друг Саши                                                 |
| Наталья Костенёва   | Настя Ляпина, возлюбленная Саши                                       |
| Александр Стефанцов | Вадим Адольфович Крекотень, начальник Саши, управляющий «Сотонистом»  |
| Мария Щербинина     | Женя Носова, коллега Саши                                             |
| Татьяна Мухина      | Галина, мама Саши                                                     |
| Александр Солдаткин | Илья Дюков, однокурсник и враг Саши                                   |
| Жерар Депардьё      | Жора, альтер эго отца Саши, отец Фёдора (дублировал Владимир Антоник) |
| Павел Кабанов       | Олег, отец Саши                                                       |
| Марина Лычкина      | Настя Нурминская, возлюбленная Фёдора                                 |
| Надежда Иванова     | Оля Сауткина                                                          |
| Алексей Коновалов   | Арнольд Викторович Хомяков                                            |
| Руслан Сасин        | Герман Викторович Хомяков                                             |
| Денис Косяков       | Игорь, коллега Саши                                                   |
| Марина Гайзидорская | Ксения Владимировна, мама Насти                                       |
| Ольга Сташкевич     | Лена, подруга Насти                                                   |
| Елена Борзова       | Екатерина, мама Вадима                                                |
| Валентин Травин     | дед Саши                                                              |

### Приглашённые знаменитости
- Влад Топалов — камео (22 серия)
- Ольга Бузова — камео, новая подруга Сауткиной (29, 34 серия)
- Тарзан — камео, ведущий программы «Секс с Тарзаном» (30 серия)
- Группа United Sexy Boyz — камео (34 серия)
- Богдан Титомир — камео (35 серия)
- Сергей Бадюк —  Колин заказчик, Денис Павлов (31 серия)
- Тимур Батрутдинов — камео (41 серия)
- Жерар Депардьё — Жора, альтер эго отца Саши, отец Фёдора[2] (46-51, 60 серия)
- Максим Голополосов — камео (48 серия)
- Ашот Кещян — главный в казино (47 серия)
- Александр Ревва — Сергей Мавроди (47 серия)
- Владимир Пермяков — Лёня Голубков (47 серия)
- Андрей Григорьев-Апполонов — камео (47 серия)

## Эпизоды
- Первый сезон — премьерные показы с 11 апреля по 24 мая 2011 года.
- Второй сезон — премьерные показы с 3 сентября[3] по 4 октября 2012 года.
- Третий сезон — премьерные показы с 13 января по 6 февраля 2014 года.

## Создание
Денис Косяков, который написал сценарий, изначально задумывал фильм для себя и хотел в нём играть сам с Дмитрием Невзоровым, известным по программам «Смех без правил» и «Убойная лига». Денис играет в сериале карьериста Игоря (работник кафе «Зарница» в 7 серии, продавец в «Сотонисте» со 2 сезона).
Жерар Депардьё в этом сериале впервые снялся на фоне зелёных экранов (хромакей):
«Зайцев+1» позволяет вернуться назад в девяностые, можно посмеяться над этими годами. В этом сериале передана культура той «новой России», но в то же самое время это не ностальгия. Теперь можно посмеяться над временем, когда было тяжело жить. Мне кажется, иметь возможность рассмешить теми вещами, теми трудностями – это необыкновенно.
Я получил большое удовольствие от съёмок в сериале. Я узнал о нём, когда продюсеры приехали ко мне в Париж и показали его. Мне понравилось, это умная история, поскольку отсылает нас к прошлому, к временам сразу после Советского Союза. Я также рад, что мне удалось поработать с очень хорошими, энергичными актёрами. А ещё мне впервые представился случай сняться на фоне так называемых зелёных экранов (хромакей). Очень понравилось сниматься с этим человеком, который пел: «Тополиный пух…».

Замечательно, что в сериале чувствуется молодость. Для меня честь участвовать в «Зайцеве +1». Появляется возможность встречаться с другими актёрами, знакомиться с людьми, с которыми до этого не работал. Не стоит забывать и о большой съёмочной группе, которой замечательно удается создавать спецэффекты. Я надеюсь, что на канале ТНТ будут новые подобные сериалы.Жерар Депардьё

## Рейтинги
Первая серия прошла 11 апреля 2011 года на канале ТНТ с долей 30,4 % в аудитории все 18—32, и в тот вечер канал был самым просматриваемым в слоте 20:30 — 21:00. В аудитории 6-54 сериал показал внушительную долю 16 %.

## Саундтрек
- RE-pac и Яся Павлова (Седые Соловьи) — Зайцев +1 [Саундтрек]
- В. Шаинский — Весёлая карусель (ля-ля-ля) — основной саундтрек
- Ляпис Трубецкой — В платье белом [9 серия]
- П. И. Чайковский — отрывок из балета «Щелкунчик» [6, 7 серия]
- Челси — Самая любимая [6, 7 серия]
- С. Ф. Кайдан-Дешкин — Взвейтесь кострами, синие ночи [7 серия]
- Иоганн Штраус-старший — Марш Радецкого [5, 6, 7 серия]
- Джоаккино Россини — Увертюра к опере Вильгельм Телль [5, 6, 7 серия]
- Евгений Осин — Таня плюс Володя [5 серия]
- Hi-Fi — Беспризорник [5 серия]
- Антонио Вивальди — Концерт для двух мандолин. Анданте. [5 серия]
- Эдвард Григ — В пещере горного короля [5 серия]
- Айдамир Мугу — Чёрные глаза [4 серия]
- Балаган Лимитед — Чё те надо [4 серия]
- Айдамир Мугу — Есть такая красивая [4 серия]
- Франц Шуберт — Третья песня Эллен (Ave Maria) [3, 6, 7 серия]
- EllZaPoPPinZZ — I will Dance [3, 12, 15, 22 серия]
- Ellzapoppinzz — Je Suis [10 серия]
- Гендель — Сарабанде [3 серия]
- Репер Сява — Заглавная песня [22 серия]
- М. И. Глинка — Увертюра к опере «Руслан и Людмила» [2 серия]
- П. И. Чайковский — Отрывок из балета «Лебединое озеро» [2 серия]
- Свема — Небо для себя [2, 4 серия]
- Сеть — Тополя [12 серия]
- Седые соловьи и Клайпеда — Гей [9 серия]
- Легендарные дефиле 76-го года — Песенка о безусловной пользе физической культуры [8 серия]
- Легендарные дефиле 76-го года — Диск-жокей [1, 9, 23 серия]
- Легендарные дефиле 76-го года — Рота подъём [6 серия]
- Илья Соболев — Не думай о плохом, не чувствуй себя лохом
- Шаляпин, Фёдор Иванович — Солнце всходит и заходит [2 серия]
- DJ Karina - Sweet Morning Good (OST Зайцев +1) [2, 16, 20, 24 серия]
- ELLZAPOPPINZZ — Mr. Black [2, 8 серия]
- Alex Menco — Instead (Original Mix) [2, 9, 21, 23 серия]
- Лео Делиб — «Дуэт цветов» (из оперы «Лакме») [1, 4, 9 серия]
- ELLZAPOPPINZz — Мои Сандали [1, 2 серия]
- Григорий Лепс - Рюмка водки на столе [19 серия]
- «Седые Соловьи» — Сила
- Лицей — Отмени мой домашний арест (из титров в конце 13 серия)
- Легендарные дефиле 76-го года — Любовь-весна [1, 23 серия]
- Моцарт — Маленькая ночная серенада [20 серия]
- Ellzapoppinzz — Sweet Morning Good By [4, 24 серия]
- Laura Grig & Syntheticsax — Hear the Sound (Dj Flight & Dj Zhukovsky Big Room Radio Edit) [17 серия]
- DJ Favorite feat. Paula P Cay — Turn On The Music (Original Radio Edit) [17 серия]
- Swanky Tunes — Across The Light (Original Mix) [17 серия]
- Саша Ролик — Гуляка [15, 17 серия]
- Kolya & Matuya ft. Ely — I will rock [16 серия]
- Ария — Беспечный Ангел [58 серия]